# Post-it
Pour l’article ayant un titre homophone, voir Posthite.

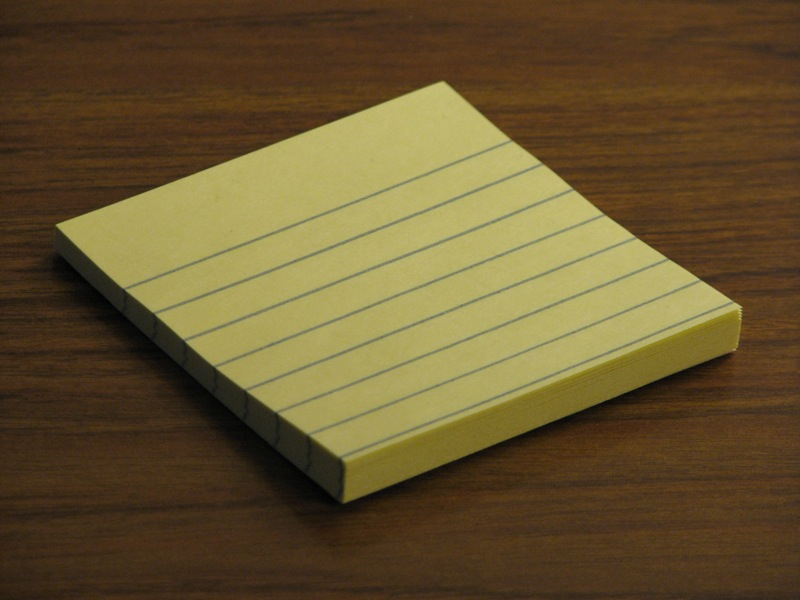
Un bloc de Post-it lignés.

Post-it est le nom de la marque d'une petite feuille de papier autoadhésive amovible, qui fait partie d'un petit bloc. Les notes Post-it sont pourvues de colle fugitive.
Inventée en deux temps, en 1968 et en 1974, par deux chimistes de la firme américaine 3M, Spencer Silver et Arthur Fry, mais massivement commercialisée seulement en 1980 aux États-Unis, puis au Canada et en Europe l'année suivante, la note Post-it est conçue pour pouvoir y inscrire des messages et les coller et décoller à volonté sur toutes sortes de supports sans les endommager.
La marque reste la propriété de la société américaine 3M.

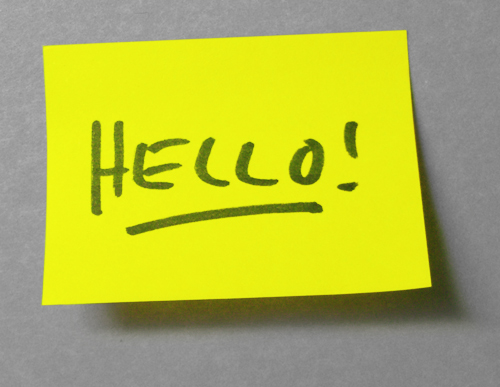
Un Post-It annoté.

## Description
Les notes Post-it se présentent sous forme de petits blocs carrés ou rectangulaires de feuilles détachables et repositionnables, de tailles variables, et de couleurs vives et claires (traditionnellement le jaune, mais aussi le rose, le vert, l'orange, couleurs fluos, etc.), ayant une petite bande autoadhésive au dos. On les trouve en version unie, mais aussi lignées ou quadrillées.
Si la marque appartenant à 3M est aujourd'hui couramment utilisée comme nom, le brevet de base est lui aussi entré dans le domaine public depuis 2000. Les notes Post-it de 3M sont fabriquées à Cynthiana, dans le Kentucky, ainsi qu'à Beauchamp, en France, pour le marché européen.

## Histoire
L'invention du Post-it est souvent prise comme exemple de sérendipité, parce qu'elle résulte de la rencontre fortuite entre une situation banale et une préoccupation apparemment sans rapport avec elle, mais qui débouche sur une combinaison créative et favorable.

### Découverte accidentelle d’une colle qui ne colle pas
Dans le cadre d'un programme de recherche commencé en 1964, Spencer Silver, un chimiste de 3M, invente par hasard, en 1968, un adhésif poisseux en mélangeant en proportions diverses des monomères envoyés par un fournisseur. Ce nouveau polymère adhésif acrylique, plus cohésif qu’adhésif, ne colle qu’à lui-même. Silver cherche alors à le faire commercialiser sous forme d'un vaporisateur (comme il l’est aujourd’hui pour les arts graphiques) et sous forme de tableau de conférencier auto-collant (comme il l’est depuis peu), mais sans succès.
Malgré la suppression du programme des polymères adhésifs, Silver parvient à obtenir de son directeur de département, Geoffrey Nicholson, le financement nécessaire au brevet de sa formule, mais pour les États-Unis seulement, en 1972 (brevet no 3691140).

### Une utilisation imprévue
En 1974, Arthur Fry, collègue de Silver et chef de chœur de l’église presbytérienne de North St-Paul, a l’idée d’empêcher les signets de son hymnaire de glisser en les enduisant de la colle antidérapante de Silver. Un problème de fabrication persiste : l’adhésif poisseux reste sur le support et n’adhère pas au papillon. Deux membres de l’équipe de Nicholson, Henry Courtney et Roger Merrill parviennent à coucher en continu le cohésif sur du papier de façon industrielle.
En 1977, 3M fait des tests de commercialisation à Tulsa, Denver, Richmond (Virginie) et Tampa sous le nom « Press 'n Peel » et en deux tailles, tests qui seront décevants. La réussite commerciale coïncide avec l’arrivée d’un nouveau directeur marketing, Bill Schonenberg, qui a l’idée de distribuer le produit gratuitement en 1978 à Boise, en Idaho au cours de l’opération connue sous le nom de « Boise Blitz » ; 90 % des utilisateurs l'ayant essayé déclarent vouloir en acheter. Le nom « Post-it Notes » est adopté et les ventes, d’abord limitées à onze États américains en 1979, s’étendent à l'ensemble du pays en 1980 puis au Canada et en Europe en 1981.

## Brainstorming avec Post-it
Les Post-it sont très utilisées dans une forme particulière de remue-méninges : les participants écrivent leurs idées sur des Post-it puis vont les coller sur un mur, un panneau ou un tableau de conférence. Il est alors possible de les regrouper par thème.
Cette méthode de créativité est cependant parfois critiquée voire moquée : elle facilite l'analyse, mais rendrait la synthèse difficile. On peut alors déboucher sur un mur de Post-it inexploitable.
Les Post-it sont également utilisés pour tester différentes combinaisons lorsqu'on a besoin d'en déplacer facilement les éléments. Par exemple, de façon très prosaïque, la réalisation de plans de tables de réception pour des événements professionnels requérant un certain protocole, ou familiaux formels avec un nombre important d'invités (mariages…).

## Post-it électronique
Le principe du Post-it est transposé aux interfaces graphiques informatiques grâce à de nombreuses applications logicielles : le bureau de l'ordinateur peut ainsi se voir « coller » des notes (virtuelles) de couleur vive. C'est le cas notamment avec les systèmes MacOS et Linux (bureaux KDE, Gnome…) dont le « Post-it » est une fonction de base. Une volonté de réalisme fait qu’il y a différentes écritures (dont Lucida Handwriting, qui comme son nom l'indique, imite l'écriture manuscrite) et qu'il y a possibilité de choisir la taille et la couleur de la note, ainsi que la taille de l'écriture. En dépit de cela, le Post-it électronique ne parvient pas à s'imposer face à la note papier.

## Détournements artistiques
Le Post-it peut être détourné de son usage initial à des fins artistiques. Des représentations et des fresques graphiques peuvent être réalisées en juxtaposant des Post-it de différentes couleurs sur une large surface plane, comme une vitre ou un mur. L'artiste canadien Immony Men a réalisé une fresque murale à partir de 10 000 Post-it, réalisée et exposée à la galerie Grunt à Vancouver dans le cadre de l'exposition « Taking Care of Business » en 2011.
La technique a été popularisée et médiatisée en France en juillet 2011 par des employés de Ubisoft et BNP Paribas à Montreuil, dont les locaux se font face, ceux-ci se livrant à un concours de mosaïques de notes autocollantes représentant des personnages de jeux vidéo, de jeux d'arcade et de dessins animés. Surnommée « Guerre des Post-it », « Bataille des Post-it » ou « Post-it War » par certains médias, celle-ci s'est rapidement étendue à Paris, La Défense, à la région lyonnaise, à Lille ainsi qu'à Bruxelles.
À Liège, à l'occasion du départ du Tour de France 2012, une fresque de 190 000 Post-it a été réalisée, établissant ainsi un nouveau record du monde. Pour sa réalisation, il a fallu presque 400 heures de travail à quatre équipes de colleurs pour répartir les Post-it sur un espace de 600 m2.

## Terminologie
« Post-it » est une marque déposée appartenant à 3M. Certaines personnes utilisent le terme comme un terme générique synonyme de pense-bête, papillon adhésif, papillon autocollant ou becquet. Cet usage est considéré par le titulaire de la marque comme un usage incorrect dès lors qu'il ne permet pas de reconnaître que « Post-it » est une marque enregistrée.

## Autour du Post-it
- Il a été calculé qu'il faudrait 506 880 000 Post-it pour faire le tour du monde, en utilisant des notes carrés de 2 ⁷⁄₈ pouces de côté (73 mm)[21].
- En 1996, un technicien de l’aéroport de Minneapolis trouve un Post-it sur le nez d'un avion. Celui-ci avait été posé à l'attention de l'équipe au sol de l’aéroport de Las Vegas d'où venait l'avion et était resté en place malgré la vitesse de 800 km/h et la température de -50 °C[22].